# Corro de Bagimond
El Corro de Bagimond era utilizado para impuestos en Escocia. En 1274 el consejo de Lyons impuso un impuesto de una décima parte de todos los ingresos de la Iglesia durante los seis años siguientes para el alivio de la Tierra Santa. En Escocia, el Papa Gregory X, confió la recaudación de este impuesto al Maestro Boiamund (más conocido como Bagimund) de Vitia, un canon de Asti, cuyo corro de tasación formó la base de impuestos eclesiásticos por algunos siglos.[1]
Boiamund propuso revaluar el impuesto, no según la tasación convencional vieja sino según el valor verdadero del benefices actual. El clero de Escocia objetó a esta innovación, y, luego de un consejo en Perth en agosto de 1275, prevaleció la idea de que Boiamund debía regresar a Roma con el propósito de persuadir al Papa para que acepte el nuevo método. El Papa aprobó la nueva medida, y Boiamund regresó a Escocia.[1]
Un fragmento escrito de como funcionaba el Corro de Bagimond se encuentra preservado en Durham, y ha sido publicado por James Raine en su Priory of Coldingham (Publicaciones de la Sociedad Surtees, vol. XII.). Da los valores reales en una columna y décimas partes en otra columna de cada benefice: los impuestos reales al cual este fragmento se refiere no fueron los recogidos por Boiamund, sino lo recogido a toda propiedad eclesiástica en Inglaterra, Escocia, Gales e Irlanda, concedido por el Papa Nicholas IV a Edward I de Inglaterra en el año 1288. El fragmento, por lo tanto, tendría que ser considerado como suplementario al Taxatio Ecclesiastics Angliae et Walliae imprimido por Comisarios Récords en 1802. A pesar de que ninguna copia contemporánea del Corro de Bagimond ha llegado hasta el día de hoy, hay al menos tres documentos particulares de los impuestos de la Iglesia de Escocia en el siglo XVI, los cuales están basados en el corro original.[1]